# Rock Hill Rocks Open 2011
Il Rock Hill Rocks Open 2011 è stato un torneo professionistico di tennis femminile giocato sul cemento. È stata la 3ª edizione del torneo, che fa parte dell'ITF Women's Circuit nell'ambito dell'ITF Women's Circuit 2011. Si è giocato a Rock Hill negli USA dal 17 al 23 ottobre 2011.

## Partecipanti

### Teste di serie
| Nazionalità | Giocatrice                | Ranking* | Testa di serie |
| ----------- | ------------------------- | -------- | -------------- |
| Italia      | Romina Oprandi            | 95       | 1              |
| Croazia     | Mirjana Lučić             | 117      | 2              |
| Stati Uniti | Jamie Hampton             | 124      | 3              |
| Italia      | Camila Giorgi             | 142      | 4              |
| Croazia     | Ajla Tomljanović          | 151      | 5              |
| Stati Uniti | Ashley Weinhold           | 181      | 6              |
| Ungheria    | Tímea Babos               | 184      | 7              |
| Portogallo  | Michelle Larcher de Brito | 194      | 8              |

- Ranking al 10 ottobre 2011.

### Altre partecipanti
Giocatrici che hanno ricevuto una wild card:
- Vasilisa Bardina
- Jacqueline Cako
- Danielle Rose Collins
- Alexandra Kiick

Giocatrici che sono passate dalle qualificazioni:
- Maria Abramović
- Jennifer Elie
- Krista Hardebeck
- Grace Min
- Shelby Rogers
- Amra Sadiković
- Nicola Slater
- Romana Tedjakusuma

## Campionesse

### Singolare
Romina Oprandi ha battuto in finale  Grace Min con il punteggio di 7–5, 6–1

### Doppio
Maria Abramović /  Roxane Vaisemberg hanno battuto in finale  Madison Brengle /  Gabriela Paz con il punteggio di 3–6, 6–3, [10–5]